# Stampa a rilievo

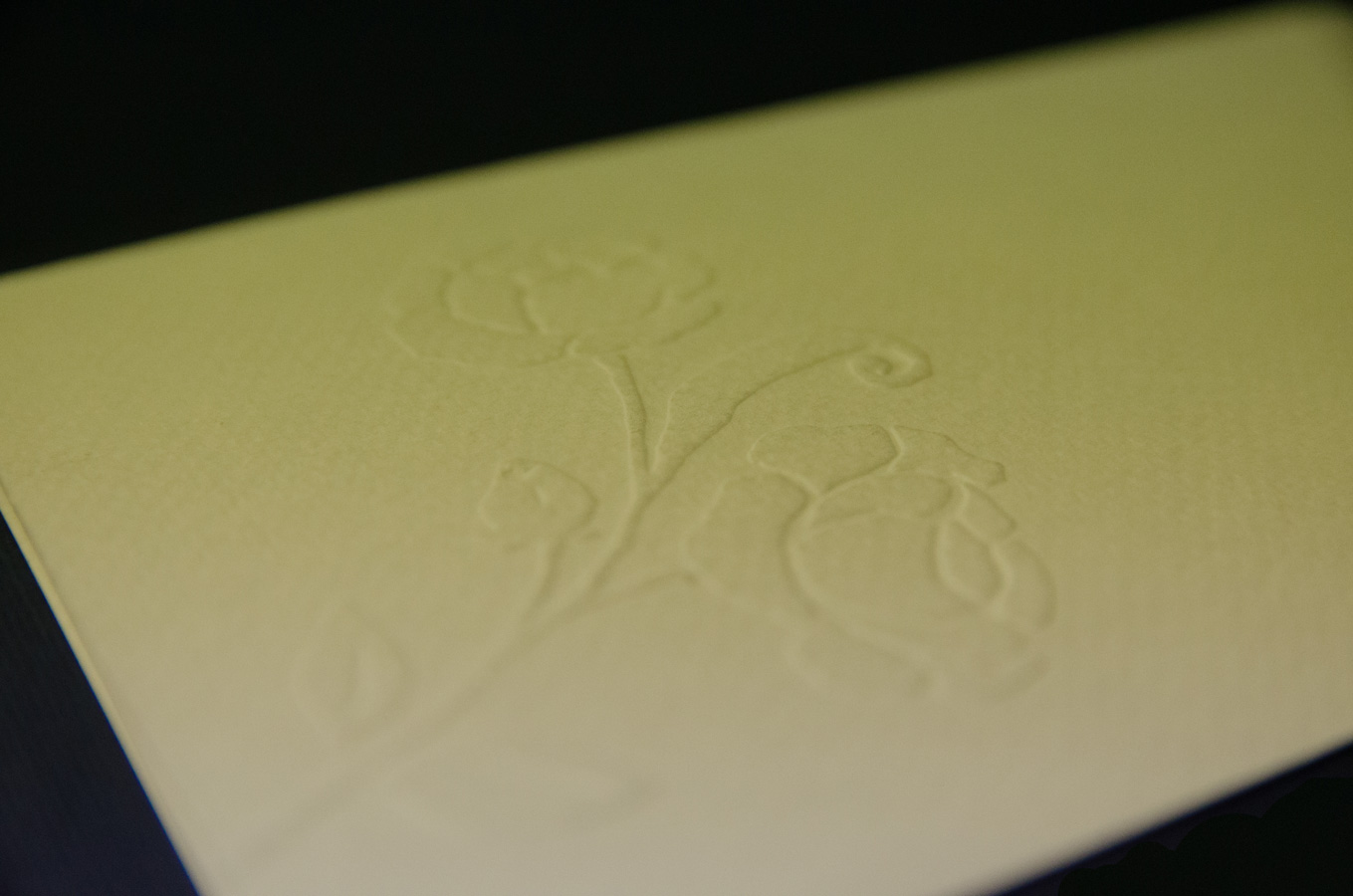
Particolare di prodotto di stampa a rilievo a secco.

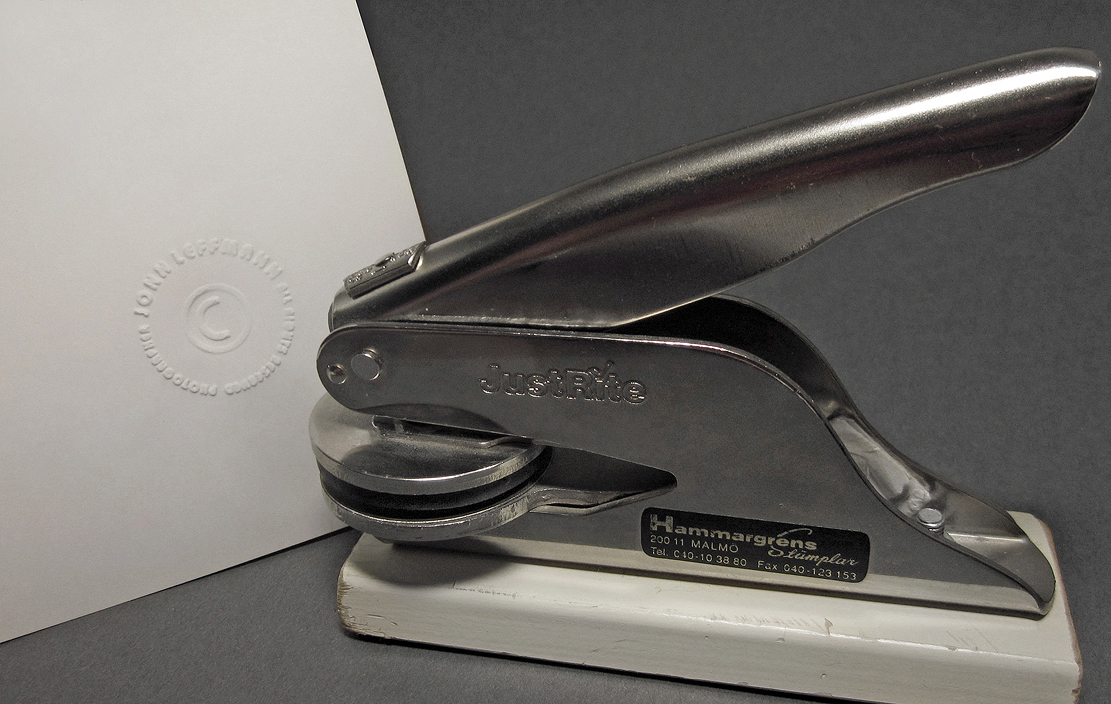
Stampa a rilievo.

La stampa a rilievo o rilievografia è un procedimento di stampa che si pratica con l'impressione di immagini incolori e sporgenti sulla superficie della carta. L'impressione si ottiene comprimendo il foglio tra un punzone a sbalzo e uno incavo: cliché e contromatrice.
I rilievi possono essere suddivisi in: a sbalzo e incavo.
Si parla di tecnica a sbalzo quando rispetto al piano otteniamo un innalzamento; nel caso dell'incavo, invece, rispetto al piano si ha uno sfondamento del materiale.
I rilievi si suddividono in tre categorie: 
1. rilievi piani. È possibile scegliere tra diversi tipi di interpretazione del carattere che a seconda della lavorazione richiesta danno un diverso risultato;
2. rilievi multilivello. È importante stabilire quale debba essere la parte di artwork in primo piano, quale in secondo etc. etc.;
3. i cosiddetti rilievi artistici (o sculptured, in inglese), dove la libera interpretazione dell'artista (e del software di gestione da esso programmato) darà un'innumerevole serie di livelli che formeranno l'immagine desiderata. È possibile ottenere un risultato in 3D da esaminare a video prima di proseguire alla realizzazione del cliché.

Le contromatrici (maschi da apporre sul piano di pressione) vengono realizzate in resine speciali e aiutano ad accelerare gli avviamenti.
I materiali metallizzati o plastificati consentono di reggere un considerevole aumento di pressione in quanto lo strato di pellicola superiore evita rotture soprattutto in corrispondenza degli spigoli nel caso di rilievi standard, multilivello e goffrature.
Nel caso invece di rilievo artistico i materiali metallizzati o plastificati non permettono di “accentuare” considerevolmente i vari particolari del cliché che l'artista ha interpretato.
Le macchine che hanno il piano riscaldato possono sicuramente aiutare con la temperatura per la deformazione del supporto di stampa (50° di temperatura normalmente è l'ideale per questa operazione anche se si tratta di materiale plastificato).
Il rilievo di qualsiasi tipo viene valorizzato in modo determinante dall'artwork. A volte anche se il rilievo è eseguito perfettamente su carta bianca, in fase di produzione potrebbe essere poco evidente visivamente e la qualità sarebbe solamente determinata al tatto. Non esistono comunque regole per fare questo tipo di valutazione se non effettuando dei test.
Il rilievo artistico può essere eseguito contemporaneamente sia al rilievo standard o multilivello, sia alla stampa a caldo.
Con le moderne tecnologie incisorie, il rilievo può essere perfettamente controllato nella forma e nello scavo, sia esso semplice, multilivello o scolpito artistico. Quest'ultimo, proprio per la sua difficoltà di riproduzione da parte di possibili contraffattori, garantisce un elevato livello di sicurezza anche su scala industriale. Nel caso di cliché artistico per rilievo a secco, è infatti possibile (partendo dall'incisione master) produrre tanti duplicati quanti la resa di stampa su grande formato ne richieda. Per questo motivo si può parlare di risultato artistico su scala industriale.

## Stampa a caldo e rilievo in contemporanea (laminazione)
Questo processo, che unisce la stampa a caldo e il rilievo in un solo passaggio, viene realizzato con un'incisione (generalmente in ottone) scolpita, a più livelli, con i bordi della zona immagine affilati per consentire il taglio del foil'.
Com'è intuibile, in fase di progettazione va prestata grande attenzione quando si scelgono i colori della carta, le trame, le grammature e gli inchiostri. Il registro si rivela poi fondamentale per il successo o meno del lavoro.
Lo spessore del supporto può inoltre limitare l'operatore, a seconda della pressa utilizzata: per esempio, carte molto sottili possono causare alcuni problemi su macchine di grande formato. Similmente, la scelta di carte particolari influisce sull'effetto visivo del foil: carte al 25% o al 100% di cotone, pergamena, carta vergata e altre carte porose smorzano l'effetto di lucentezza di alcuni foil.
Nonostante le tecnologie abbiano favorito la modernizzazione del processo, la stampa a caldo e in rilievo è ancora un'arte, nella quale l'esperienza è un fattore decisivo per il successo di un prodotto. Uno stampatore esperto può guidare la scelta del tipo di lavoro con certezza di risultati, sia per la stampa a caldo che per il rilievo.